# Thutob Namgyal (Tsangpa)
(Karma) Thutob Namgyal was de tweede koning uit de Tsang-dynastie in de regio Tsang in Tibet. Hij regeerde in of voor 1582. Hij was de zoon van zijn voorganger Shingshapa Tseten Dorje. Hij werd opgevolgd door zijn broer Künpang Lhawang Dorje.